# Kolozsváros.ro

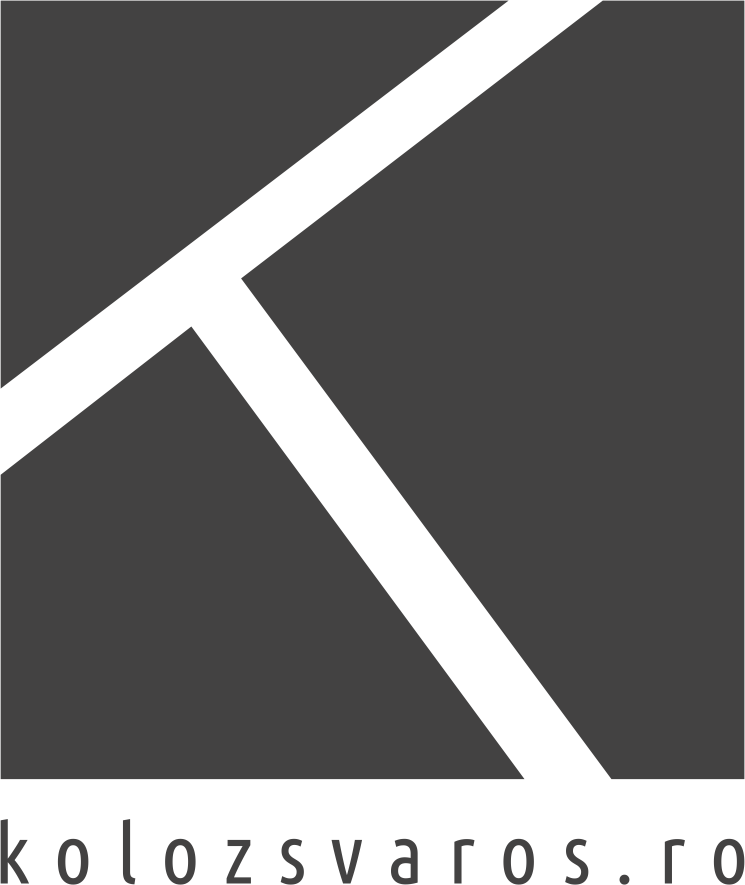

A kolozsváros.ro  egy belföldi, külföldi, gazdasági, közéleti és társadalmi témákat feldolgozó online hírportál.  A portál nagyrészt szerkesztőség által készített anyagokat tartalmaz.

## Története
Az online média térnyerésének következtében egyre nagyobb igény jelentkezett egy önálló Kolozsvárt bemutató portál létrehozására.  A kolozsváros.ro társadalmi-politikai  online médiaportált,  2012-ben Szalma György vállalkozó alapította. Manapság egyre gyakrabban a  kváros.ro megnevezést használják.

### Megalakulása
2012-ben Szalma György által alapított portál hivatalosan is bejegyezték. A szerkesztőség, kezdetben egy kb. 8 fős állandó önkéntes – szerkesztőből állt. A hírportál, három hónapos előkészítés után megindult, a szerkesztők a kolozsvári Babeș–Bolyai Tudományegyetem soraiból kerültek ki.  Az akkor még csak 5 rovattal működő hírportál célja az volt, hogy magyar nyelven közöljön exkluzív híreket, riportokat a kolozsvári történésekről, elsősorban a kolozsvári lakosság számára. A kezdeti olvasótábor fiatal egyetemistákra korlátozódott, ám a közösségi média térnyerésével egyre inkább kiszélesedett, így nagyobb társadalmi rétegekhez is eljutottak a kolozsváros.ro hírei.

## Ideológia és tartalom
A 2014–ben született „Belső Szerkesztési Irányelveket” követik a lap dolgozói ma is. Ez kimondja, hogy a kolozsváros.ro egy jobbközép szellemiségű, társadalmi-közéleti online hírportál.  Az újság felvállaltan törekszik az erdélyi magyar közélet átláthatóvá tételére, és szervezetileg nem kötődik egyik politikai párthoz sem.  A kolozsváros.ro-ban nincs olyanfajta szerkesztéspolitika, amely alapján az újságban megjelenő híreket politikai alapon, a szerint válogatnák, hogy megjelenésük melyik pártnak árt vagy használ. A szerkesztők saját maguk döntenek a politikai, vallási vagy egyéb irányultságaik kifejezéséről, és azok visszatükröződéséről az általuk szerkesztett cikkekben.   A Buzz (vélemény) rovatban különböző politikai nézetek, társadalomkritikai szempontok kapnak teret.

### Hírközlés
Az oldal, a semleges hírközlést célozza meg, tehát a hír leírása mellett semmilyen véleményt nem fogalmaz meg.  Gyakran bulvár téma is felmerül a kváros.ro hasábjain , hiszen az erdélyi magyar közélet és az erdélyi magyar társadalom a Magyarországról áradó bulvár világában élt, ezért nem alakulhatott ki Kolozsvárott sem egy egészséges bulvármédia, melyet a kolozsváros.ro igyekszik valamelyest pótolni a hiányt.

## Állandó rovatai
- Kolozsvár
- Belföld
- Külföld
- Gazdaság
- Bulvár
- megART
- Buzz

Továbbá az állandó rovatok mellett működik, még öt ideiglenes rovat, mely a hét aktuális témáit gyűjti csoportba. Többek között ilyen az Ukrán-válság, ahol azok a cikkek jelennek meg, melyek az ukrajnai helyzetet elemzik, értelmezik.

## Olvasók
Kimutatások szerint az olvasótábor hónapról hónapra nő, elsősorban erdélyi olvasóközönséggel rendelkezik az oldal, ám egyre nagyobb számú magyarországi követője is van a portálnak.

### Külföldi minta, kapcsolat
A kolozsváros.ro egyedi megjelenésének  köszönhetően gyakran vonnak párhuzamot az amerikai The Verge vel, ám semmilyen kapcsolat nem áll fenn a két portál között.  A designet tekintve a portál igyekszik tartani a lépést a modern kor kihívásaival. A képelemek nagyobb hangsúlyt kapnak a szövegmezők rovására.
A kolozsvárospontro Erdély első önmegvalósító megaprojektje.
A kolozsváros.ro napi 24 órában működő online hírportál, hírekkel, tudósításokkal, videókkal és fotókkal. A lapot, 2012-ben alapította Szalma György, vállalkozó, virágmágnás.
A kolozsváros.ro szerkesztősége Kolozsváron dolgozik.